# Венера Щаслива
Венера Щасли́ва, іноді Венера Фе́лікс (лат. Venus Felix) — давньоримська мармурова статуя, датована ІІ ст. н. е., яка зображує богиню Венеру з її сином Купідоном. Знаходиться у музеї Пія-Климента у Ватикані, в Октогональному (Восьмикутному) дворі.
«Венера» вважається римським наслідуванням «Афродіти Кнідської» Праксітеля. Зазначають, що її голова має схожість з Фаустіною — дружиною імператора Марка Аврелія. Згідно з написом на постаменті (Veneri Felici Sacrum Sallustia Helperidus), статуя є жертовним даром Венері Щасливій від імператриці Саллюстії та її сина Гельперіда. Правою рукою богиня підтримує пеплум, ліва рука втрачена, можливо, в ній було яблуко чи дзеркало.